# Chromis notata
Conhecida como donzela-perola, castanheta-perolada, castanheta-asiática, donzela-coreana ou スズメダイ (suzumedai) em japonês, é uma espécie de donzela do gênero Chromis, da família Pomacentridae.

## Biologia
É uma espécie costeira que vive em cardumes, os jovens podem ser encontrados em poças de maré na zona intertidal. Na época de reprodução, machos e fêmeas desovam próximos de rochas ou corais. O macho permanece próximo ao ninho após a desova, protegendo os ovos de predadores e oxigenando-os.

## Habitat
Seus habitats são águas costeiras e recifes.

## Alimentação
Se alimentam de zooplâncton.

## Distribuição
São nativos do Noroeste do Pacífico. Sul do Japão, Ilhas Ryukyu, Ilhas Ogasawara, Taiwan, China, Coreia do Sul, Hong Kong e Vietnã.

## Usos humanos
Na Ilha de Jeju, Coréia do Sul, a espécie é consumida. Mas é mais encontrado em comércios de aquários.